# James Butler, 3. Earl of Ormonde
James Butler, 3. Earl of Ormonde (* um 1359; † 7. September 1405 in Gowran Castle) war ein Adliger der Peerage of Ireland. Er war ein Ururenkel von König Edward I.

## Leben
Beim Tod seines Vaters James Butler, 2. Earl of Ormonde, 1382 erbte er dessen Adelstitel. Drei Jahre später erbaute er Gowran Castle. Gowran Castle, das in der Nähe des Stadtzentrums von Gowran lag, wurde zu seiner Hauptresidenz, woher er den Beinamen Der Earl of Gowran bekam.
1391 kaufte er Kilkenny Castle vom Baron le Despencer, der die Burg stellvertretend für die englische Krone verkauft hatte. Später ließ er die Dunfert Castle erbauen und gründete 1386 ein Kloster in Aylesbury im Buckinghamshire.
Ab 1384 war er der Stellvertreter von Sir Philip Courtenay, der Lieutenant of Ireland war. Butler war nun Gouvenor of Ireland. Als es einen Streit zwischen dem Erzbischof von Canterbury William Courtenay und Richard II. gab, schloss sich Butler der Seite von Richard II. an. Es folgte ein Aufstand gegen Richard II., weshalb dieser gezwungen war, eine Kundschaft unter dem Banner seines Freundes Robert de Vere, Duke of Ireland loszuschicken und den Aufstand niederzuschlagen. Die Kundschaft wurde von John Stanley I. angeführt, der vom Bischof Alexander de Balscot und Sir Robert Crull begleitet wurde. Butler nahm an dieser Kundschaft teil, nachdem diese in Irland ankam. Das Erfolg der Kundschaft beruhte auf der Ernennung von John Stanley als Lieutenant of Irland, der Ernennung von Alexander de Balscot als Kanzler und der Wiederernennung von Butler als Gouverneur. Am 25. Juli 1392 und 1401 wurde er zum Lord Justice of Ireland ernannt. Nach der Abreise von Sir Stephen Scrope nach England am 26. Oktober 1404, wurde Butler kommissarisch zum Hüter des Friedens und Gouverneur der Countys Kilkenny und Tipperary ernannt. Mit vollen Kräften nahm er dieses Amt an, führte es aus und behielt es. 1397 half Butler dem Lord Lieutenant Edmund Mortimer, 3. Earl of March in einer Auseinandersetzung gegen O’Brien und nahm Teige O’Carrol, den Prinzen von Elye, als Gefangenen.
Butler starb 1405 auf Gowran Castle und wurde in der St. Mary’s Collegiate Church in Gowran bestattet, wo auch sein Vater, sein Großvater James Butler, 1. Earl of Ormonde und sein Urgroßvater Edmund Butler, Earl of Carrick bestattet sind.

## Heirat und Kinder
Vor dem 17. Juni 1386 heiratete er Anne Welles (um 1360–1397), die Tochter von John de Welles, 4. Baron Welles. Zusammen hatten sie fünf Kinder:
- James Butler, 4. Earl of Ormond (1392–1452)
- Sir Richard Butler of Polestown (* 1396)
- Anne Butler
- Sir Philip Butler
- Sir Ralph Butler

1399 heiratete er nochmals, diesmal Katherine FitzGerald of Desmond. Auch mit ihr hatte er vier Kinder:
- James „Gallda“ Butler
- Edmund Butler
- Gerald Butler
- Theobald Butler

Butler hatte auch einen unehelichen Sohn namens Thomas Le Boteller.